# Lucien Rodat
Pour les articles homonymes, voir Rodat.
Lucien Rodat, né le 31 juillet 1842 à Rodez (Aveyron) et mort le 10 novembre 1894 à La Salvetat-Peyralès (Aveyron), est un homme politique français.

## Biographie
Fils d'Henri Pierre Rodat, député sous la Deuxième République, il est sous-préfet de Millau de septembre à décembre 1870. Il est député de l'Aveyron, siégeant à gauche, de 1881 à 1885 et de 1887 à 1889. Pendant son premier mandat, il est secrétaire de la Chambre.